# Natal Branco
White Christmas (bra/ptr: Natal branco)  é um filme musical natalino americano de 1954, dirigido por Michael Curtiz e estrelado por Bing Crosby, Danny Kaye, Rosemary Clooney e Vera-Ellen. Filmado em Technicolor, o longa-metragem incluí as músicas de Irving Berlin, incluindo uma nova versão da canção-título, "White Christmas", introduzida por Crosby em Holiday Inn de 1942.
Produzido e distribuído pela Paramount Pictures, o filme é notável por ser o primeiro a ser lançado em VistaVision, um processo widescreen desenvolvido pelo estúdio que envolvia o uso do dobro da área de superfície do filme padrão de 35 mm; este negativo de grande área também foi usado para produzir impressões de 35 mm de tamanho padrão com granulação mais fina.

## Enredo
Em 1944, durante a Segunda Guerra Mundial, o capitão Bob Wallace e o soldado Phil Davis entretêm sua divisão com um show natalino. Após salvá-lo de um ataque, Phil convence Bob a formar uma dupla artística. Após a guerra, eles alcançam sucesso como Wallace & Davis. Durante uma apresentação na Flórida, atendem ao pedido de um “amigo” para assistir ao número musical das irmãs Haynes. Lá conhecem Betty e Judy. Phil tenta aproximar Bob de Betty, mas descobre-se que Judy escreveu a carta. Bob acha a ideia engenhosa, embora Betty o interprete mal.
Quando o senhorio tenta incriminar as irmãs Haynes, Phil entrega suas passagens e as ajuda a fugir com Bob para a estação. As meninas ficam com o compartimento deles no trem, deixando Bob frustrado. Elas convencem a dupla a ir em Pine Tree, Vermont para se apresentar no Natal. Lá, descobrem que a estalagem Columbia Inn, agora vazia por falta de neve, pertence ao General Waverly, à beira da falência. Para ajudá-lo, Bob e Phil planejam um grande musical, com participação das irmãs. Nesse período, um romance começa a surgir entre Betty e Bob.

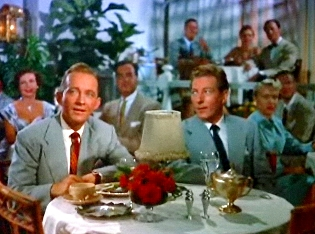
Bing Crosby como Bob Wallace e Danny Kaye como Phil Davis

Waverly tenta voltar ao exército, mas é recusado. Para animá-lo, Bob planeja secretamente reunir seu antigo regimento e pede ajuda ao apresentador Ed Harrison. Harrison sugere explorar a situação para publicidade, mas Bob recusa. A governanta, ouvindo apenas parte da conversa, acredita que Bob tem intenções egoístas e conta a Betty, que se afasta dele.
Phil e Judy fingem um noivado para aproximar Betty de Bob, mas o plano falha, e Betty parte para Nova York. Após saber da confusão, Bob vai atrás dela, mas antes que possa se explicar, aparece no programa de TV de Harrison pedindo que a 151ª Divisão vá a Vermont. Betty percebe o mal-entendido e volta para se reconciliar e participar do show.
Na véspera de Natal, os soldados surpreendem o General Waverly. Durante a apresentação, Betty e Bob se reconciliam, e Judy e Phil percebem que estão apaixonados. Enquanto todos cantam "White Christmas", uma espessa nevasca finalmente cobre Vermont.

## Elenco
- Bing Crosby como Bob Wallace
- Danny Kaye como Phil Davis

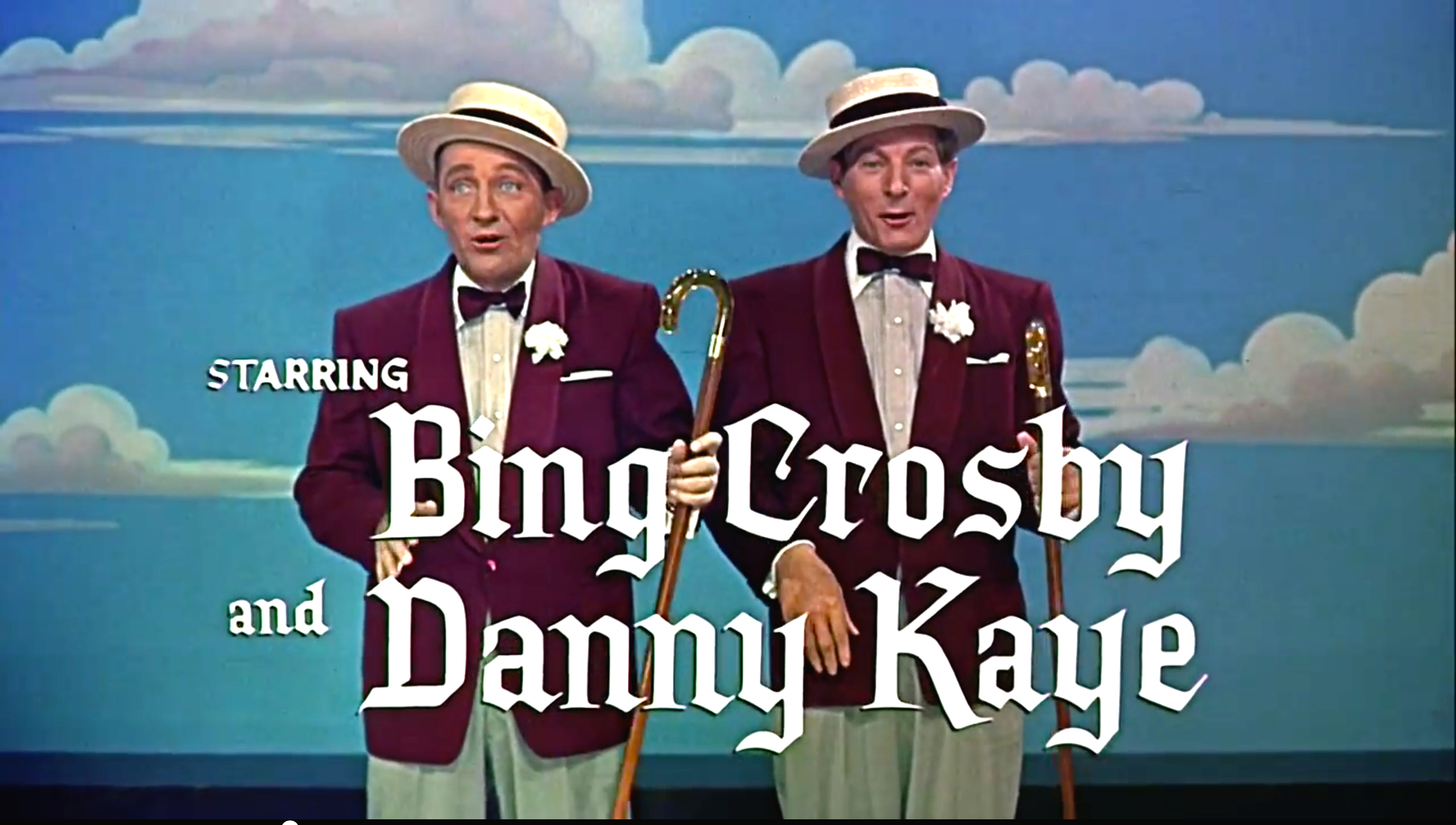
Bing Crosby e Danny Kaye

- Rosemary Clooney como Betty Haynes
- Vera-Ellen como Judy Haynes
- Dean Jagger como Major-General Tom Waverly
- Mary Wickes como Emma Allen
- John Brascia como John/Johnny, parceiro de dança de Judy Haynes
- Anne Whitfield como Susan Waverly

Atores não-creditados:
- Johnny Grant como Ed Harrison
- Percy Helton como maquinista do trem
- I. Stanford Jolley como chefe da estação ferroviária
- Barrie Chase como Doris Lenz, dançarina
- George Chakiris como dançarino de fundo de palco da Betty Haynes
- Sig Ruman como proprietário do hotel
- Grady Sutton como um parceiro de dança "esperançoso"
- Herb Vigran como Novello
- Leighton Noble como líder da banda de Novello (Flórida)
- Dick Stabile como líder da banda do Carousel Club

## Produção
O compositor Irving Berlin sugeriu um filme baseado em sua canção "White Christmas" em 1948. A Paramount investiu US$ 2 milhões em um orçamento e ficou com apenas 30% dos lucros.
Norman Krasna havia escrito o roteiro original, que era destinado a Bing Crosby e Fred Astaire. Quando Astaire foi finalmente substituído por Danny Kaye, os roteiristas de comédia Melvin Frank e Norman Panama foram contratados para adicionar cenas especias para Kaye. Panama e Frank sentiram que todo o roteiro de Krasna precisava ser reescrito, e o diretor Michael Curtiz concordou. "Foram oito semanas torturantes de reescrita", disse Panama. Frank relata que "escrever aquele filme foi a pior experiência da minha vida. Norman Krasna era um homem talentoso, mas [...] foi a pior história que eu já ouvi. Precisava de uma repaginada totalmente nova, uma que fizesse sentido". Eles reescreveram o roteiro do longa-metragem por US$ 5.000 por semana.
A filmagem principal ocorreu entre setembro e dezembro de 1953. O filme foi o primeiro a ser rodado usando o novo processo de colorização da VistaVision da Paramount, com cores da Technicolor, e foi um dos primeiros a apresentar o sistema de som direcional Perspecta em exibições limitadas.

### Escolha de elenco
Natal Branco tinha como objetivo reunir Crosby e Fred Astaire para seu terceiro musical interpretando as canções de Irving Berlin. A dupla já haviam coestrelado juntos em Holiday Inn (1942) – onde a canção "White Christmas" apareceu pela primeira vez – e Blue Skies (1946). Porém, Fred Astaire recusou o projeto após ler o roteiro e pediu pra ser liberado do contrato com a Paramount. Crosby também deixou o projeto logo depois, para passar mais tempo com seus filhos após a morte de sua esposa, Dixie Lee. Perto do final de janeiro de 1953, o ator retornou ao projeto, e Donald O'Connor foi contratado para substituir Astaire. Pouco antes do início das filmagens, O'Connor teve que desistir pois adoeceu e foi substituído por Danny Kaye, que pediu e ganhou um salário de US$ 200.000. Financeiramente, o longa-metragem foi uma parceria entre Crosby (30%), Irving Berlin (30%), Paramount (30%) e Kaye (10%).
A atriz que interpreta a personagem Judy Haines (Vera-Ellen) apenas canta nos primeiros versos de "Snow", nas outras canções ela é dublada por Trudy Stevens. Bob Fosse é um dos figurantes coreógrafos do longa-metragem.  Outro dançarino, Barrie Chase aparece sem ser creditado, como a personagem Doris Lenz ("Mutual, tenho certeza!"). O futuro vencedor do Oscar George Chakiris também é visto no filme.

## Trilha sonora
- "White Christmas" (Crosby)
- "The Old Man" (Crosby, Kaye, e coro masculino)
- Medley: "Heat Wave" / "Let Me Sing and I'm Happy" / "Blue Skies" (Crosby & Kaye)
- "Sisters" (Clooney & Vera-Ellen
- "The Best Things Happen While You're Dancing" (Kaye com Vera-Ellen)
- "Sisters (reprise)" (lipSync de Crosby e Kaye)
- "Snow" (Crosby, Kaye, Clooney & Vera-Ellen)
- "Count Your Blessings (Instead of Sheep)" (Crosby & Clooney)
- "Choreography" (Kaye)
- "The Best Things Happen While You're Dancing (reprise)" (Kaye & coro)
- "Abraham" (instrumental)
- "Love, You Didn't Do Right By Me" (Clooney)
- "What Can You Do with a General?" (Crosby)
- "The Old Man (reprise)" (Crosby e coral masculino)
- "Gee, I Wish I Was Back in the Army" (Crosby, Kaye, Clooney & Vera-Ellen)
- "White Christmas (finale)" (Crosby, Kaye, Clooney, Vera-Ellen & Coral)

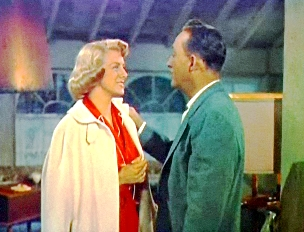
Rosemary Clooney como Betty Haynes e Bing Crosby como Bob Wallace

Trudy Stevens forneceu a voz para Vera-Ellen, inclusive em "Sisters". (A primeira edição da biografia de Vera-Ellen por David Soren cometeu o erro de sugerir que "talvez" Clooney cantou para a atriz em "Sisters". A segunda edição da biografia corrigiu esse erro acrescentando isto: "Apropriadamente, elas cantam "Sisters" com Rosemary Clooney na verdade fazendo um dueto com Trudy Stabile (esposa do popular líder da banda Dick Stabile), que cantou sob o nome artístico de Trudy Stevens e que havia sido pessoalmente recomendada por Clooney. Originalmente, Gloria Wood faria o canto de Vera-Ellen até que Clooney interveio em nome de sua amiga". Não foi possível lançar um "álbum de trilha sonora original" do filme, porque a Decca Records controlava os direitos da soundtrack e Clooney estava sob contrato exclusivo com a Columbia Records. Consequentemente, cada empresa lançou uma "gravação de trilha sonora" separada: a Decca lançou Selections from Irving Berlin's White Christmas enquanto a Columbia publicou Irving Berlin's White Christmas, Na primeira, a música "Sisters" (assim como todas as partes vocais de Clooney) foi gravada com Peggy Lee, enquanto na última, a música foi cantada por Clooney e sua própria irmã, Betty.
Berlin escreveu "A Singer, A Dancer" para Crosby e sua planejada co-estrela Fred Astaire; quando Astaire ficou indisponível, Berlin reescreveu como "A Crooner – A Comic" para Crosby e Donald O'Connor, mas O'Connor deixou o projeto, a música também saiu. Outra canção composta por Berlin para o filme foi "Sittin' in the Sun (Countin' My Money)", mas devido a atrasos na produção, Berlin decidiu então divulgar de forma independente. Crosby e Kaye também regravaram outra música de Berlin ("Santa Claus") para a cena de abertura do show de véspera de Natal na Segunda Guerra Mundial, mas ela foi descartada. Porém, sua gravação sobreviveu, no entanto, e pode ser encontrada no conjunto de 7 CDs da Bear Family Records intitulado Come On-A My House.

## Recepção

### Bilheteria
Natal Branco arrecadou US$ 12 milhões nos cinemas - o equivalente a US$ 140 milhões em 2024 - tornando-se o filme de maior bilheteria de 1954. O longa-metragem também o musical de maior arrecadação de sua época, e está entre os 100 filmes mais populares de todos os tempos nas bilheterias nacionais quando ajustado pela inflação e pelo tamanho da população internacionalmente em seu ano de lançamento, 1954. Entre o lançamento original e os revivals subsequentes, Natal Branco arrecadou US$ 30 milhões nas bilheterias nacionais.

### Resposta Crítica

#### Análises contemporâneas
Bosley Crowther, do The New York Times, não ficou impressionado: "O uso do VistaVision, outro processo de projeção em tela plana e ampla, tornou possível dotar White Christmas de uma excelente qualidade pictórica. As cores na tela grande são ricas e luminosas, as imagens são claras e nítidas, e movimentos rápidos são obtidos sem desfoque — ou muito pouco — como às vezes se vê em outras telas grandes. O diretor Michael Curtiz faz seu filme parecer bom. É uma pena que ele não atinja os tímpanos e o osso cômico com a mesma força". Kate Cameron do New York Daily News deu ao longa-metragem quatro estrelas, escrevendo que "dada uma trilha sonora de Irving Berlin, um livro sentimental e divertido de Melvin Frank e os dois normandos, Krasna e Panama, um elenco liderado por Bing Crosby, Danny Kaye, Rosemary Clooney e Vera Ellen, sem mencionar Dean Jagger, Mary Wickes e o dançarino John Brascia nos papéis coadjuvantes, e uma produção toda embrulhada em Technicolor, White Christmas se soma ao entretenimento de primeira classe. Há muito talento animando esta produção da VistaVision e os principais trabalham duro para capturar o interesse do público e mantê-lo o tempo todo. Bing e Danny estão bem unidos e, com a ajuda considerável de Rosemary Clooney, cantam os números melodiosos de Berlin com entusiasmo. Vera-Ellen dança deliciosamente". Philip K. Scheuer do Los Angeles Times fez uma crítica positiva do filme, descrevendo-o como um "ótimo, grande, fisicamente brilhante, musical Technicolor de duas horas que soa como um sonho com um elenco [que é um] sonho". Dick Williams para o Los Angeles Mirror fez uma crítica negativa, dizendo que ele "sofre de um enredo extremamente leve, projetado pela equipe geralmente confiável de Norman Panama e Melvin Frank, além de Norman Krasna. Tem tão poucas falas engraçadas aqui, que é tudo o que os colegas de elenco Crosby e Danny Kaye conseguem fazer para evocar uma risada ocasional".
William Brogdon, da Variety, escreveu: "White Christmas irá ser um sucesso de bilheteria natural, apresentando o novo sistema VistaVision da Paramount com uma combinação tão boa como Bing Crosby, Danny Kaye e uma trilha sonora de Irving Berlin [...] Crosby e Kaye, junto com VV, mantêm o entretenimento nesta produção fantasiosamente encenada do Robert Emmett Dolan, combinando tão bem que a parceria deveria exigir uma repetição [...] Certamente ele [Crosby] nunca teve um parceiro mais fácil do que Kaye contra quem lançar sua indiferença enganosa". O extinto periódico Harrison's Reports comenta: "Embora não seja sensacional, White Christmas é um entretenimento agradável. Há, no entanto, momentos em que se torna bastante lento e entediante, a lentidão na história sendo causada pelos muitas cenas de ensaio em preparação para o grande show. No geral, é agradável e coloca o espectador em um estado de espírito feliz. As músicas de Irving Berlin são, claro, uma parte importante da atração, e todas são melódicas".
Um espectador utilizando o pseudônimo de Mae Tinee no Chicago Daily Tribune em sua review comenta que "o Sr. Crosby parece um pouco desajeitado em seus romances, mas se sai bem com outras tarefas. A música é agradável, as estrelas são simpáticas e, embora alguns possam achá-la um pouco açucarada, as famílias sem dúvida o acharão um passatempo apetitoso para um deleite natalino". Hortense Morton do San Francisco Examiner chamou-o de "um filme gay e extremamente alegre - cheio de diversão e brincadeiras". Mildred Martin, para o The Philadelphia Inquirer, escreveu que "já que, no que diz respeito à história, Holiday Inn não foi grande coisa, então não há muito sentido em comparar White Christmas desfavoravelmente com seu pai. Mesmo assim, o roteiro atual, elaborado por escritores normalmente engenhosos como Norman Krasna, Norman Panama e Melvin Frank, é ralo a ponto de emagrecer e lamentavelmente carente de humor ou frescor [...]", mas elogiou o processo da VistaVision.
Jack Karr, no periódico Toronto Daily Star, comentou que "nesta oferta de lançamento [da VistaVision], a Paramount gastou uma fortuna. Conseguiu que Irving Berlin adicionasse algumas músicas novas a uma coleção de suas favoritas. Fazendo com que Robert Emmett Dolan encenar a obra inteira e Michael Curtiz a dirigisse. E colocou o roteiro nas mãos de três roteiristas de ponta — Norman Krasna, Norman Panama e Melvin Frank. Com esta última equipe trabalhando, pode ser surpreendente que um roteiro de maior originalidade não tenha resultado". Na Montreal Star, o crítico disse que "se tivesse sido um projeto de Crosby-Hope, poderia ter se chamado Road to Vermont e então poderia ter sido divertido. Do jeito que está, o espetáculo começa com uma nota militar errada e piegas progredindo para a propaganda usual do Grande Coração do Show Business (algo que ouço falar há anos, mas não consegui verificar de fato)". Harold Whitehead do Gazette disse que "remonta nostalgicamente a um antigo tipo de extravagância musical que Hollywood costumava gostar tanto de produzir. Ultimamente, os musicais de Hollywood têm apostado, e com sucesso, na originalidade e na produção de alto nível. White Christmas, como é apropriado para a época, usa todos os adereços e enredos tradicionais e deixa os Srs. Crosby e Kaye livres para fazerem a sua magia casual no grande ecrã. E eles fazem-no".
Uma crítica na revista Time descreveu o filme como "um grande e gordo inhame de um filme ricamente açucarado com VistaVision (a resposta da Paramount ao CinemaScope), Technicolor, músicas de Irving Berlin, números de produção massivos e grandes estrelas. Infelizmente, o inhame ainda é um inhame". A crítica de Clyde Gilmour na revista canadense Maclean's afirmou que "Danny Kaye e Bing Crosby no seu melhor e são engraçados o suficiente juntos para merecer uma sequência, embora nem todos os números de produção neste grande musical de Irving Berlin sejam bem-sucedidos. Rosemary Clooney, Dean Jagger e Vera-Ellen também estão presentes. O trabalho de câmera Technicolor, no novo processo VistaVision, é brilhante e agradável".
O The Guardian afirma que "não há, com base nas cenas, nada de muito errado com o VistaVision; o formato de sua tela enorme está de acordo com a imagem normal vista pelo olho humano (é alta e larga e, portanto, não se parece com uma enorme caixa de correio) e dá uma boa impressão de profundidade. Infelizmente, há muita coisa errada com o filme em si: este "musical" é injusto tanto com Kaye quanto com Crosby, ambos os quais não conseguiram ser muito engraçados porque os seus roteiristas não permitem".

#### Recepção posterior
Sendo um dos filmes mais famosos de 1954, Natal Branco é considerado um dos melhores musicais, filmes de natal ou ambos. No website agregador de críticas, Rotten Tomatoes, 76% das 45 avaliações dos críticos são positivas, com uma classificação média de 6,6/10. O consenso do site diz: "Pode ser muito doce para alguns, mas este favorito de natal descaradamente sentimental é alegre demais para resistir". Enquanto o Metacritic, que usa uma média ponderada , atribuiu ao filme uma pontuação de 56 em 100, com base em 17 críticos, indicando avaliações "mistas ou médias".
À medida que o filme evoluiu para se tornar um clássico de Natal, a análise crítica mudou para as representações do filme da cultura americana dos anos 1950. A teórica feminista de cinema Linda Mizejewski comentou que, embora o longa-metragem invocasse nostalgia por minstrel show e filmes de amigos homoeróticos, ele também rejeita ambas as formas de entretenimento que a obra propõem como proibidas devido às mudanças nas normas culturais. Monica Hesse escrevendo 64 anos após o lançamento de Natal Branco, atribuiu a popularidade duradoura do filme às suas representações descaradas do racismo e sexismo contemporâneos, servindo para inspirar os espectadores a continuar pressionando por uma reforma cultural.

## Principais prêmios e indicações
O filme foi indicado ao Oscar de melhor canção em 1955 por "Count your blessings instead of sheep".

## Lançamento em outras mídias
Natal Branco foi divulgado em VHS em 1986 e novamente em 1997. O primeiro lançamento em DVD nos EUA foi em 2000. Posteriormente, foi relançado em 2009, com um Blu-ray correspondente em 2010. O longa-metragem foi relançado em uma "Edição de Aniversário de Diamante" de 4 discos em 14 de outubro de 2014. Esta coleção contém um Blu-ray com recursos suplementares, dois DVDs com o filme e um comentário em áudio de Clooney e um quarto disco de canções de Natal em CD que são executadas individualmente por Crosby, Clooney e Kaye. Uma nova edição de "70º Aniversário" 4K UHDT foi lançado em 4 de novembro de 2024.
Uma adaptação teatral no formato de um musical, intitulada Irving Berlin's White Christmas estreou em São Francisco durante 2004 e foi apresentada em vários locais nos Estados Unidos, como Boston, Buffalo, Los Angeles, Detroit e Louisville.